# Glyph Bitmap Distribution Format
Glyph Bitmap Distribution Format（BDF）は、ビットマップフォントを保存するためのアドビによるファイルフォーマットである。内容は人間とコンピュータの両方にとって可読性のあるテキストファイルの形式を取る。BDFは主にUNIXのX Window環境で使用されてきた。現在では、より効率的なPCFフォント形式や、OpenType、TrueTypeフォントのようなスケーラブルフォントに取って代わられている。

## 概要
1988年、 X ConsortiumはBDF 2.1をX Windowのスクリーンフォントの標準として採用した。しかし、X Windowは主に他のフォント標準、すなわちPCF、OpenType、TrueTypeへと移行している。
バージョン2.2では非西洋言語への対応が追加された。たとえば、BDF 2.2のフォント定義においては、グリフが左から右だけでなく、上から下への描画を指定することができる。
BDFフォントファイルは以下の3つのセクションから構成される。
1. フォント内のすべてのグリフに適用されるグローバルセクション
2. 各グリフごとの個別エントリを含むセクション
3. ENDFONTステートメント

## 参考
- The Unicode Standard, Version 5.0. The Unicode Consortium (5th ed.). Addison-Wesley. (October 2006). ISBN 978-0-321-48091-0